# Васильев, Василий Васильевич (Герой Советского Союза)
Васи́лий Васи́льевич Васи́льев (1915—1943) — капитан Рабоче-крестьянской Красной Армии, участник боёв на Халхин-Голе, советско-финской и Великой Отечественной войн, Герой Советского Союза (1944).

## Биография
Василий Васильев родился 5 апреля 1915 года в деревне Ларинки в крестьянской семье.

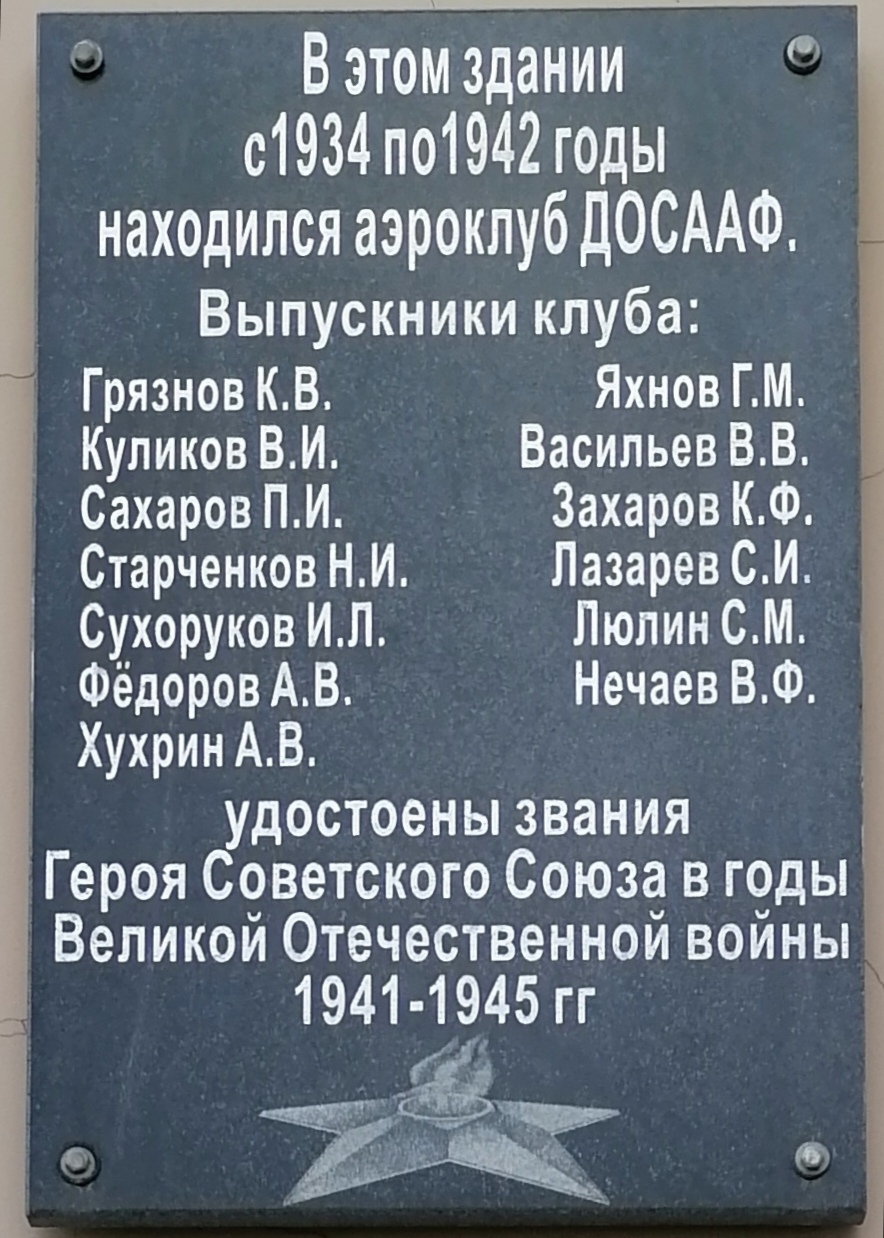
Мемориальная доска в Иванове, ул. Красной Армии, 3/5

Проживал в городе Гусь-Хрустальный Владимирской области. Подростком пошёл работать слесарем на фабрике «Красный Профинтерн», одновременно учился на рабфаке. Впоследствии поступил в химико-технологический институт города Иваново, одновременно учился в аэроклубе. В 1936 году Васильев был призван на службу в Рабоче-крестьянскую Красную Армию Ивановским городским военным комиссариатом. В 1938 году он окончил военное авиационное училище в Луганске, после чего служил в частях бомбардировочной авиации. Принимал участие в боях на Халхин-Голе, совершил несколько боевых вылетов на биплане «Р-5», за что был награждён медалью «За отвагу», затем в советско-финской войне. После её окончания переобучался на самолёт «СБ». В январе 1941 года Васильев был направлен во вторую высшую школу штурманов в Иваново, где освоил бомбардировщик «ДБ-3».
Будучи ещё курсантом, принимал участие в боевых вылетах в ходе битвы за Москву. В октябре 1941 года Васильев вернулся в школу и был направлен в Бузулук, где остался лётчиком-инструктором и готовил штурманов. С февраля 1942 года — на фронтах Великой Отечественной войны, был командиром звена 42-го авиаполка дальнего действия. Принимал участие в нанесении бомбовых ударов в глубоком тылу противника. В мае 1942 года участвовал в обеспечении успешного движения конвоев союзников в Арктике, наносил удары по немецким аэродромам в Норвегии и Финляндии. 27 мая над Норвегией был подбит, сел на вынужденную посадку и провёл вместе с экипажем несколько суток в тайге. К сентябрю на счету Васильева был 50 боевых вылетов в глубокий тыл, в том числе по одному разу он бомбил Берлин, Штеттин, Будапешт, по два — Кёнигсберг и Варшаву. К началу 1943 года он совершил 98 боевых вылетов, за что был награждён орденом Ленина. С 1 сентября 1943 года капитан Васильев, уже совершивший 197 боевых вылетов, командовал эскадрильей 42-го авиаполка 36-й авиадивизии 8-го авиакорпуса АДД СССР.
8 сентября 1943 года с аэродрома Якушево Васильев вылетел на разведку с целью определить интенсивность движения на железных дорогах в районе Невель-Витебск-Орша-Смоленск-Ярцево. Определив, что на станциях Лиозно и Городок находятся большие скопления эшелонов врага, Васильев вызвал бомбардировщики полка, которые уничтожили их. На станции Присольская Васильев обнаружил 3 эшелона в топливом и сбросил серию зажигательных бомб, вызвав сильные пожары. В ходе сброса бомб самолёт Васильева был подбит и загорелся. Перелетев через линию фронта и пытаясь сесть на своей территории, самолёт разбился, и весь экипаж погиб. Это был 201 по счёту боевой вылет Васильева. Похоронен в селе Василёво Угличского района Ярославской области.
Указом Президиума Верховного Совета СССР от 13 марта 1944 года за «образцовое выполнение боевых заданий командования на фронте борьбы с немецкими захватчиками и проявленные при этом мужество и героизм» капитан Василий Васильев посмертно был удостоен высокого звания Героя Советского Союза. Также был награждён двумя орденами Ленина, орденом Красного Знамени и рядом медалей. В честь Васильева названа улица в Гусь-Хрустальном.